# Novoselivka, Vilneansk
Novoselivka (în ucraineană Новоселівка) este un sat în comuna Pavlivske din raionul Vilneansk, regiunea Zaporijjea, Ucraina.

## Demografie
Componența lingvistică a localității Novoselivka
     Ucraineană (89,44%)
     Rusă (10,56%)
Conform recensământului din 2001, majoritatea populației localității Novoselivka era vorbitoare de ucraineană (89,44%), existând în minoritate și vorbitori de rusă (10,56%).